# 劉貞
劉 貞（りゅう てい、生没年不詳）は、前漢の皇族。第6代皇帝景帝の孫で、中山靖王劉勝の庶子。三国時代の蜀漢の劉備の先祖にあたるという。封号（爵位）は陸城侯。
『三国志』蜀書先主伝によると、劉貞は紀元前117年に叔父の武帝から涿郡涿県（現在の河北省保定市涿州市）の列侯に封じられた。
紀元前113年に父の劉勝が逝去し、翌年の年始（正月）に、劉貞が参内した時に列侯に課された漢朝への上納金（酎金）が規定を満たさなかった廉（かど）で、侯の地位を召し上げられてしまった。劉貞はその後、封地であった涿郡に豪族として代々住居していたという。

## 三国志演義での系譜
また、『三国志平話』および『三国志演義』では『三国志』同様に「陸城亭侯」とされ、子の劉昂は沛侯、孫の劉禄は漳侯、曾孫の劉欒は沂水侯、玄孫の劉英は欽陽侯と、数代の間に爵禄の転封を繰り返し、劉弘の代までは官職を奉じ小豪族としての暮らし向きを保ち、劉弘が早くに亡くなり、その子劉備の代までには蓆や沓売りをする生活に落ちぶれていた。後に劉備が漢末期に活躍し、左将軍・宜城亭侯に封ぜられ、漢中王、蜀漢の皇帝になるに及び、劉貞の最盛期を凌ぐ隆盛を誇った記述になっている。これは一部を除いて、演義の創作である。